# 71 Fragmente einer Chronologie des Zufalls
71 Fragmente einer Chronologie des Zufalls (en alemany, 71 fragments de la cronologia de l'atzar) és una pel·lícula dramàtica austríaca de 1994 dirigida per Michael Haneke. Té una línia històrica fragmentada, com suggereix el títol, i narra diverses històries aparentment no relacionades en paral·lel, però aquestes línies narratives separades línies es creuen en un incident al final de la pel·lícula. La pel·lícula està ambientada a Viena d'octubre a desembre de 1993. Haneke es refereix a 71 Fragmente einer Chronologie des Zufalls com l'última part de la seva "trilogia de la glaciació", les altres parts de la qual són les seves dues anteriors. pel·lícules Der siebente Kontinent i Benny's Video.

## Argument
La pel·lícula s'obre amb intertítols que presenten l'assassinat massiu en detall. A continuació, narra en flashbacks els mesos anteriors de diverses persones a Viena. Un noi romanès s'esmuny a la nit per la frontera, travessant un pantà i s'amaga a la part posterior d'un camió. A Viena viu al carrer com a captaire. Un treballador de seguretat fa recollides en un banc. A casa discuteix amb la seva dona i fa oracions. Un jove roba armes d'una armeria militar. Un estudiant universitari juga amb els seus amics que aposten entre ells. Aposta el seu rellotge contra una pistola robada. Un home jubilat s'asseu a casa mirant la televisió, parlant amb la seva filla, que està massa ocupada per passar temps amb ell. Una parella casada intenta adoptar una noia.
El noi romanès és recollit per les autoritats i la seva història rep cobertura informativa. És acollit per la parella que volia adoptar la noia. Mentre fa encàrrecs, la dona el deixa al cotxe mentre ella entra al banc. Paral·lelament, l'home jubilat va al banc amb l'aparença de cobrar la seva pensió, però realment hi és per veure la seva filla que hi treballa.
L'estudiant universitari s'atura a buscar gasolina. Escàs d'efectiu, creua el carrer per utilitzar el caixer automàtic, però està fora de servei. Estressat i amb pressa, entra al banc ple de gent i intenta passar al capdavant de la línia, però és agredit per un altre client. Deixa el banc i torna al seu cotxe on recupera la seva arma. Torna al banc, on comença a disparar indistintament a la gent que hi ha dins. Després torna al seu cotxe i es dispara.

## Repartiment
- Gabriel Cosmin Urdes : Marian Radu
- Lukas Miko : Max
- Otto Grünmandl : Tomek
- Anne Bennent : Inge Brunner
- Udo Samel : Paul Brunner
- Branko Samarovski : Hans
- Claudia Martini : Maria
- Georg Friedrich : Bernie
- Klaus Händl: Gehrard
- Branko Samarovski: Hans
- Alexander Pschill: Hanno
- Corina Eder: Anni
- Sebastian Stan: Noi al metro

## Personatges
El drama consta de personatges variats en cada història: un noi romanès que va immigrar il·legalment a Àustria i viu als carrers de Viena; un treballador de seguretat del banc religiós; un vell solitari mirant una pantalla de televisió; una parella sense fills considerant l'adopció; un estudiant frustrat i així successivament.

## Divisió de cinema
La pel·lícula es divideix en una sèrie de "fragments" de longitud variable separats per pauses negres i aparentment no relacionats entre si. La pel·lícula es caracteritza per diversos fragments que prenen forma de notícies de vídeo no relacionats amb les històries principals. Les imatges de notícies d'esdeveniments reals es mostren a través de monitors de vídeo. Els informatius informen sobre la Guerra de Bòsnia, la Guerra civil somalí, el Conflicte del Sud del Líban, el conflicte turco-kurd i acusació d'abús contra Michael Jackson.

## Recepció
Adam Bingham de Senses of Cinema va escriure "Formalment i conceptualment, la pel·lícula és una de les obres narratives més desafiants dels anys noranta."
Manohla Dargis de The New York Times la va considerar "Un estudi genial de la violència tant mediat com horriblement real" i va concloure que "Per al Sr. Haneke, el punt sembla menys que el mal és un lloc comú on no hi participem com a éssers pensants i activament morals. Bevem la nostra sopa mentre Sarajevo crema a la nostra samarreta."
A Metacritic, la pel·lícula té una puntuació mitjana ponderada de 71 sobre 100, basada en 8 ressenyes, que indica "crítiques generalment favorables".

## Premis
Va participar en la selecció oficial del XXVII Festival Internacional de Cinema Fantàstic de Sitges de 1994, en la que va guanyar el Premi a la millor pel·lícula (compartit amb Justino, un asesino de la tercera edad), el premi al millor guió i el Premi de la Crítica José Luis Guarner. També va guanyar el premi Hugo d'Or a la millor pel·lícula del Festival Internacional de Cinema de Chicago del mateix any.